# Angelika Mechtel
Angelika Mechtel (* 26. August 1943 in Dresden; † 8. Februar 2000 in Köln) war eine deutsche Schriftstellerin.

## Leben
Angelika Mechtel war die Tochter des Journalisten Walter Mechtel, der als Auslandskorrespondent für die ARD in Beirut (Libanon) war und am 18. November 1967 in Aden im Jemen von einem Araber erschossen wurde. Ihre Mutter, die aus Oppenheim in Rheinhessen stammende Schauspielerin Gisela Altendorf, starb 1994.
Nach der Flucht ihrer Eltern aus Kamenz im Jahr 1945 wuchs Angelika Mechtel in Westdeutschland auf und besuchte Waldorfschulen und eine Klosterschule. Bevor sie die Abiturprüfung machen konnte, brach sie 1962 die Schule ab, weil sie schwanger war. Sie heiratete und brachte im selben Jahr ihre Tochter Anke zur Welt. Ihre zweite Tochter, Silke, wurde 1965 geboren. 1985 ließ sich Angelika Mechtel scheiden; seit 1981 lebte sie mit dem Schriftsteller Gerd E. Hoffmann zusammen.
Sie wirkte in vielen Genres und schrieb Romane, Gedichte, Erzählungen, Reportagen, Kinderbücher, Hörspiele und Drehbücher zu Fernsehfilmen. 1963 erschien ihr erster Gedichtband Gegen Eis und Flut. Ihren ersten größeren Erfolg hatte sie 1968 mit dem Erzählband Die feinen Totengräber. In Das gläserne Paradies (1973) karikiert sie die gutbürgerliche Familie. 1975 begann sie, für Kinder zu schreiben. Ihr erstes Kinderbuch hieß Hallo, Vivi!.
Auf dem Schriftstellerkongress in Mainz im März 1983 wurde sie in den Bundesvorstand des Verbandes deutscher Schriftsteller (VS), heute in ver.di, gewählt, dem sie bis April 1984 angehörte. 1989 trat sie wegen der ihrer Meinung nach halbherzigen Haltung des Verbandes im Fall Salman Rushdie aus dem VS aus.
Von 1983 bis 1991 war Mechtel außerdem Vizepräsidentin des westdeutschen PEN-Zentrums; für den Internationalen PEN war sie Beauftragte für das Writers-in-Prison-Committee. Sie war Mitglied der Dortmunder Gruppe 61.
1987 erkrankte Angelika Mechtel an Brustkrebs und erlitt 1993 einen Rückfall, der sie zwang, ihr Engagement für verfolgte Schriftsteller in aller Welt aufzugeben. Nach ihrem Tod wurden auf ihren Wunsch ihre sterblichen Reste verbrannt und die Asche im Frühjahr 2000 dort, wo sie zuletzt gelebt hatte – in der Bucht von Boquerón in Puerto Rico – bestattet.

## Auszeichnungen und Ehrungen
- 1970 Förderungspreis der Stadt Nürnberg
- 1971 Förderpreis für Literatur des BDI
- 1971 Tukan-Preis
- 1984 Kinderbuchpreis der Ausländerbeauftragten des Berliner Senats
- 1989 Hermann-Kesten-Medaille (für Verdienste um verfolgte Schriftsteller)
- 1992 Ehrengabe der Deutschen Schiller-Stiftung
- 1993 Max-Kade-Stipendium, Dartmouth College
- 1994 Verdienstorden des Landes Nordrhein-Westfalen[2]